# 樞紐關節

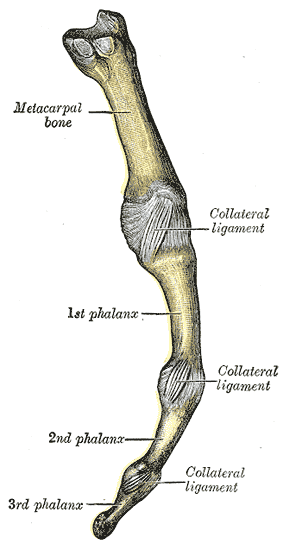
樞紐/鉸鏈關節示意圖

樞紐/鉸鏈關節（Hinge joint），是於一個平面內移動的關節。在樞鈕/鉸鏈關節中，一個圓柱體鑲嵌在一個彎曲的凹窩中。這些骨塊可上下運動，但無法左右移動。膝是一種樞鈕/鉸鏈關節，由股骨腓骨和脛骨所構成。距骨脛骨和腓骨形成踝的樞鈕/鉸鏈關節，手指骨和足趾骨之間的關節亦是樞鈕/鉸鏈關節。肘是一種旋轉樞鈕/鉸鏈關節，由肱骨尺骨和橈骨所構成。

## 外部連結
- 樞紐關節 （页面存档备份，存于）
- Diagram at ntu.edu.tw